# Hypopteridia amplia
Hypopteridia amplia là một loài bướm đêm trong họ Noctuidae.